# Tête de lion
Pour les articles homonymes, voir Lion (homonymie).
Cet article concerne un type de lapin. Pour une montagne au cap, voir Lion's Head.

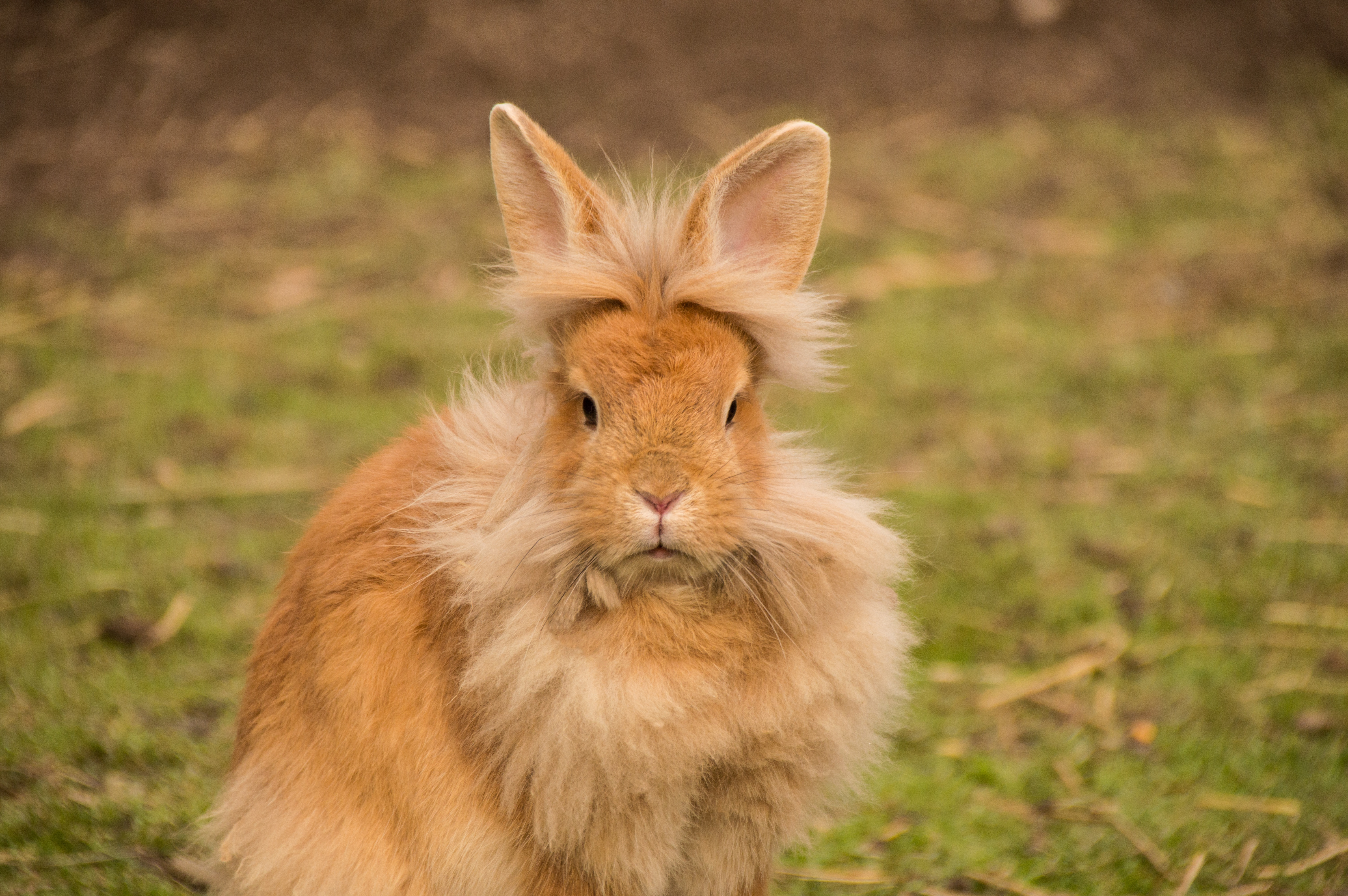
Lapin nain tête de lion adulte à robe fauve.

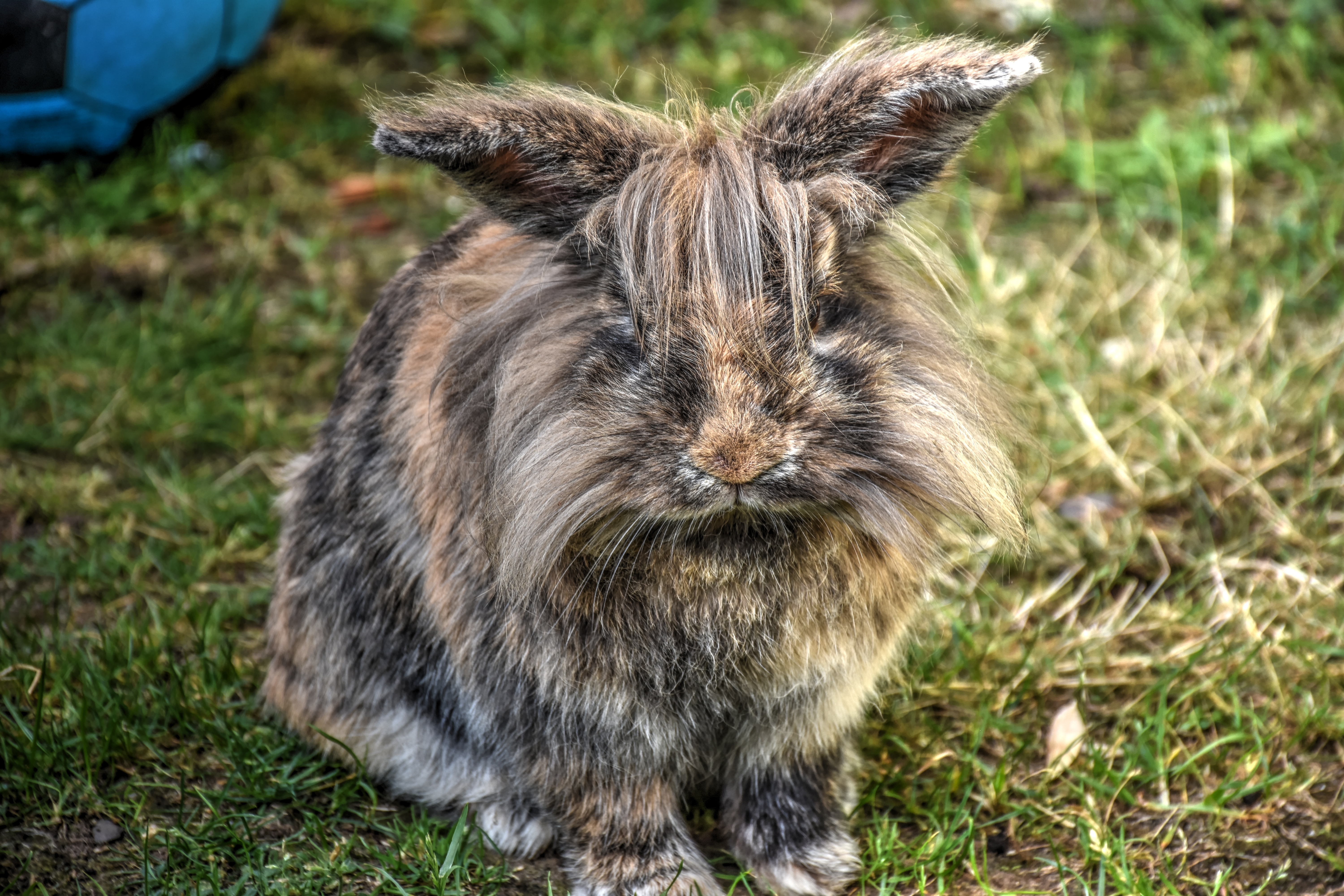
Lapin nain tête de lion adulte à oreilles tombantes et robe panachée.

Le lapin tête de lion est un lapin nain qui se caractérise par une touffe de poils plus longs autour de la tête, rappelant la crinière d'un lion.

## Race diversement reconnue
Le lapin domestique « tête de lion » n'est pas une race reconnue officiellement par les associations d'éleveurs en France, le critère génétique « crinière » étant dur à fixer. Il peut même arriver que la crinière de poils disparaisse, parfois définitivement, à l'âge adulte ou s'atténue.
Les éleveurs britanniques du British Rabbit Council (en) (BRC) et américains de l'American Rabbit Breeders Association (en) (ARBA) ont établi un standard de race d'animaux à la crinière particulièrement fournie, de plusieurs variétés.

## Élevage et biologie
Les lapins nains tête de lion sont des animaux fragiles et sensibles. Affectueux, ils ont besoin d’attention et de soins et il ne faut pas oublier que, pour les lapins en général, certains aliments sont mortels (comme le maïs), donc interdits. Généralement les lapins se nourrissent de foin, d’eau, de végétaux qu'on trouve dans les marchés (coriandre, persil, fanes de carottes, fanes de navet, céleri branche, etc) ou dans les jardins ou la nature en général, comme les "mauvaises herbes" (pissenlit, trèfle, laiteron, plantain, etc), ou feuilles de certains arbres comme le noisetier, et très rarement de fruits. Avant de donner certains aliments, il faut vérifier auprès de vétérinaires si cet aliment n’est pas toxique.